# Luca Ferrari (Maler)

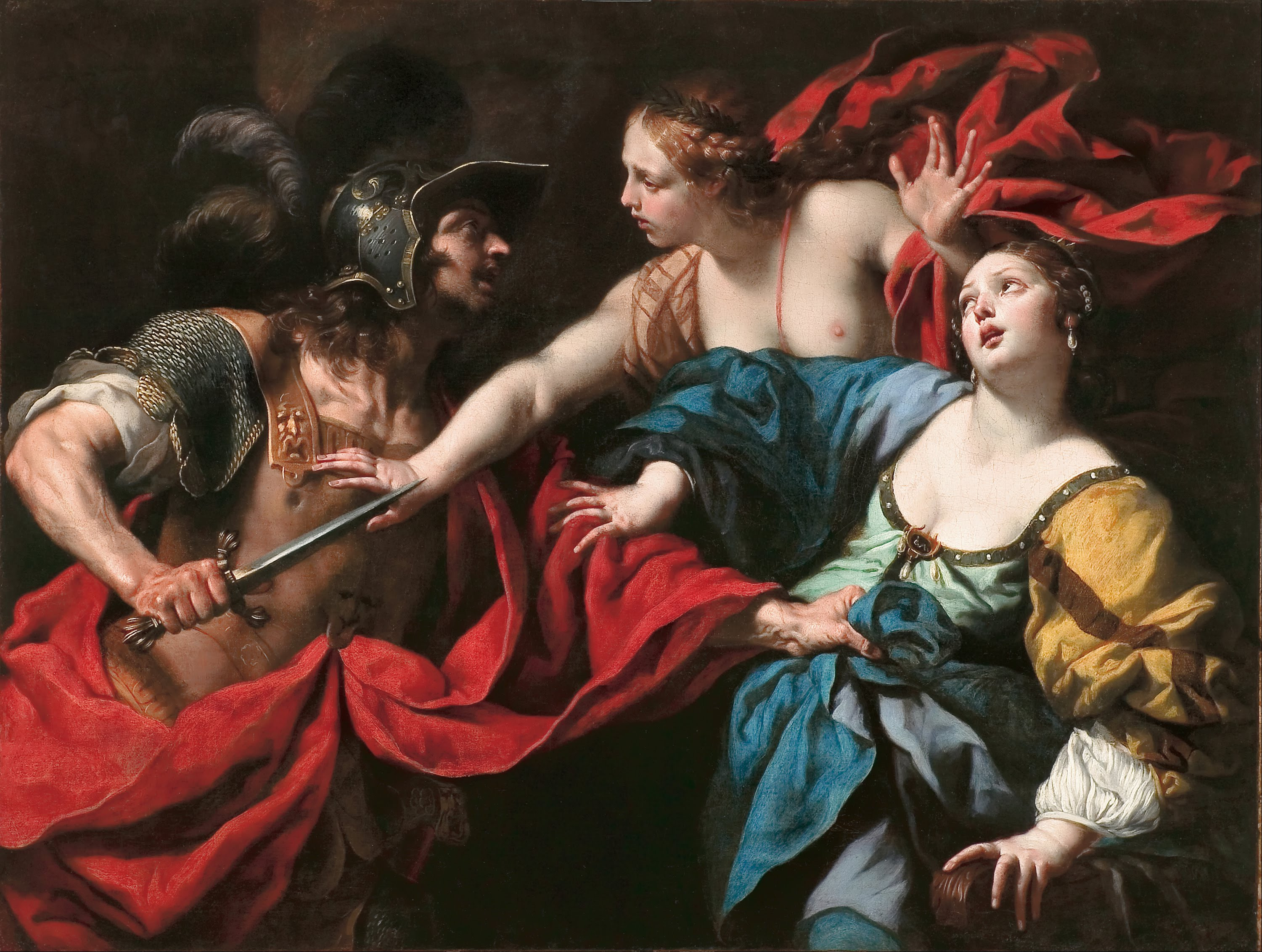
Venus verhindert, dass ihr Sohn Aeneas Helena von Troja tötet (c. 1650).

Luca Ferrari, auch Luca da Reggio (* 17. Februar 1605 in Reggio nell’Emilia; † 8. Februar 1654 in Padua) war ein italienischer Maler.

## Wirken

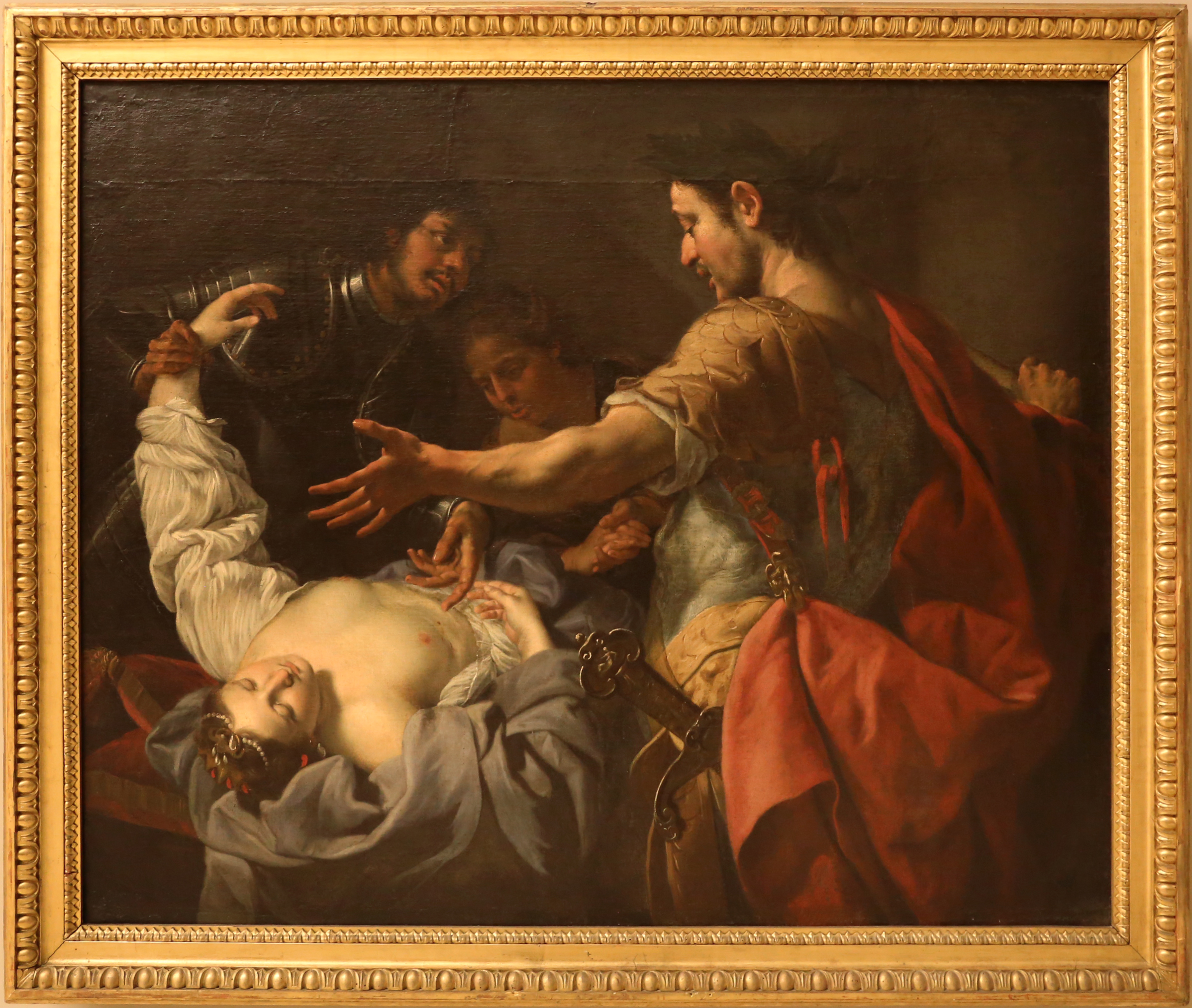
Nero vor dem Leichnam seiner Mutter Agrippina

Ferrari stammte aus einer Familie von Goldschmieden. In den Jahren 1567 bis 1593 arbeitete ein Luca Ferrari am Dom von Reggio nell’Emilia. Ferrari wurde von Guido Reni unterrichtet und war als Tafel- und Freskenmaler unter anderem in Padua (wo er 1639 als Mitglied der Fraglia geführt wurde), Modena, Carpi oder in Venedig tätig. Hier führte er sowohl Aufträge für Kirchen als auch für private Auftraggeber aus. 
Er signierte seine Bilder mit „Luca da Reggio“ und versah sie mit einer Jahresangabe, so dass sich sein Wirken in der Zeit zwischen 1618 und 1651 gut zuordnen lässt. Die Schule des Guido Reni kommt in seinen Arbeiten zum Ausdruck, beispielsweise durch Lebendigkeit oder Phantasie und Erfindungsgeist. Zumeist finden sich religiöse oder historische Themen, aber auch Werke zur Mythologie, Allegorien oder Porträtmalerei. Als eine seiner ersten Arbeiten gilt eine Madonna in der Servitenkirche in Padua, die den Ordensstiftern erscheint, und die aus dem Jahr 1618 stammt.